# Pat Atkinson
Pour les articles homonymes, voir Atkinson.
Patricia "Pat" Atkinson (née le 27 janvier 1952) est une femme politique provinciale canadienne de la Saskatchewan. Elle représente les circonscriptions de Saskatoon Nutana et de Saskatoon Broadway à titre de députée du Nouveau Parti démocratique de la Saskatchewan de 1986 à 2011. À son départ de la vie publique, elle est la femme qui a siégé le plus longtemps à l'Assemblée législative de la Saskatchewan.

## Biographie
Née à Biggar en Saskatchewan, elle étudie à l'Université de la Saskatchewan et obtient un diplôme en arts et en éducation. Ensuite, elle travaille comme enseignante-thérapeute et directrice de l'école Radius Community School de Saskatoon. Elle siège aussi à la Saskatoon Community Clinic.
Défaite en 1982, elle est élue en 1986 et réélu jusqu'en 2007. Durant sa carrière politique, elle occupe les fonctions de ministre de Services sociaux, de la Santé, de l'Éducation, des Sociétés d'États et des Finances. Soutien de Lorne Calvert lors de la course à la chefferie de 2001, elle sert comme cheffe-adjointe de l'opposition après la défaite des Néo-démocrates en 2007.